# West-Bačka
West-Bačka (Servisch: Западно-Бачки округ of Zapadno-Bački okrug; Hongaars: Nyugat-bácskai körzet; Kroatisch: Zapadnobački okrug) is een district in de Servische regio Vojvodina. De hoofdstad is Sombor.
West-Bačka bestaat uit de volgende gemeenten:
- Sombor
- Apatin
- Odžaci
- Kula

De bevolking bestaat uit de volgende etnische groepen:
- Serven: 62,91 %
- Hongaren: 10,19 %
- Kroaten: 6,05 %
- Montenegrijnen: 4,29 %
- Joegoslaven: 3,21 %

In 6 dorpen vormen de Hongaren de meerderheid van de bevolking.

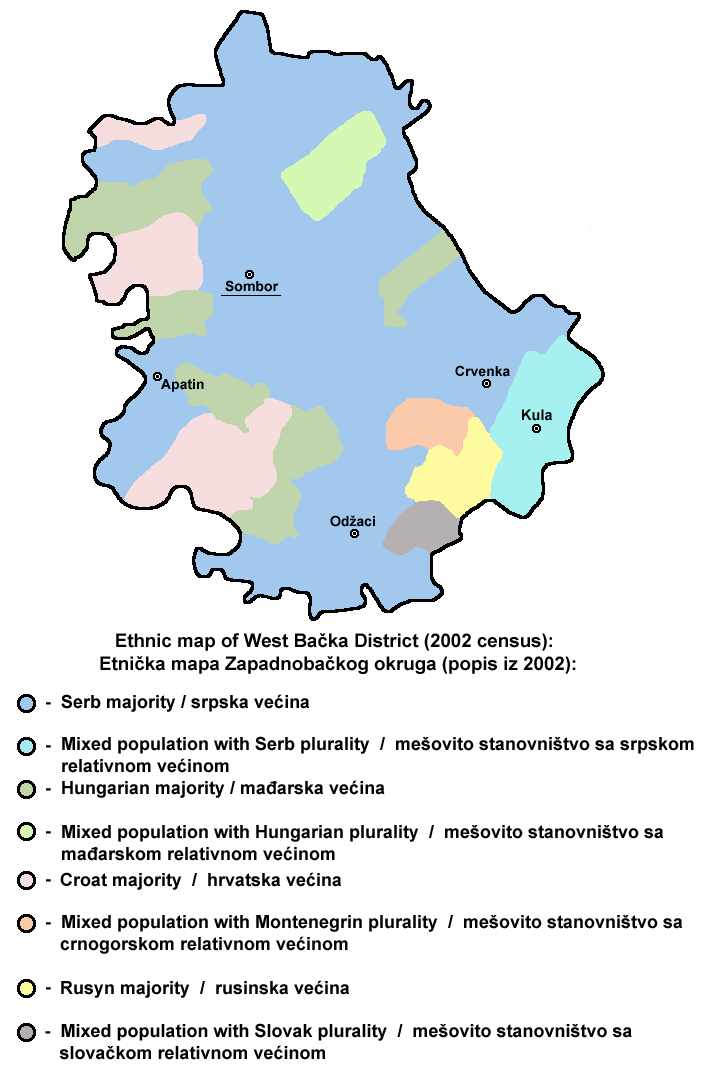

## Volkstelling 2022
- Serven 102 406
- Kroaten 39 107
- Montenegrijnen 20 238
- Hongaren 11 846
- Roethenen 11 483
- Boenjewatsen 1399
- Joegoslaveb 1087